# Lac Arnoux
Lac Arnoux är en sjö i Kanada.   Den ligger i regionen Abitibi-Témiscamingue och provinsen Québec, i den sydöstra delen av landet, 400 km nordväst om huvudstaden Ottawa. Lac Arnoux ligger 276 meter över havet. Den ligger vid sjön Lac Larochelle.
I omgivningarna runt Lac Arnoux växer i huvudsak blandskog. Trakten runt Lac Arnoux är nära nog obefolkad, med mindre än två invånare per kvadratkilometer.